# 寿丘

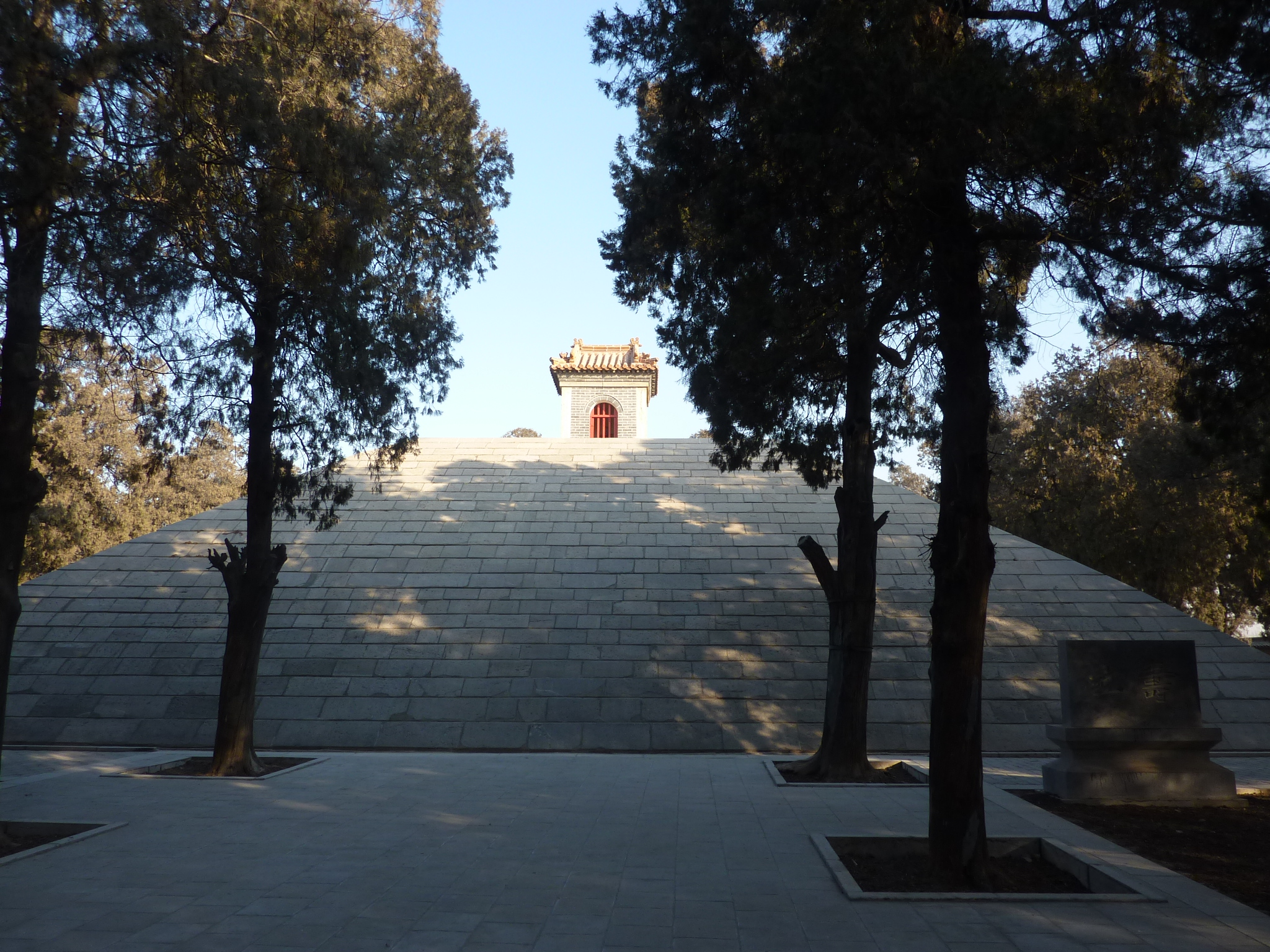
寿丘

寿丘 ，是中国传说时代三皇五帝之一的黄帝的出生地，位于山东省曲阜市东北方向的旧县村，与少昊陵为邻。 

## 历史
宋真宗以黄帝为赵姓始祖，传说曲阜城东的寿丘是黄帝的诞生地，大中祥符五年（1012年）诏改曲阜县为仙源县，并将县城迁往寿丘之西，又兴建了景灵宫奉祀黄帝。景灵宫建筑群布局为：前部东为县衙，西为县学；中部为景灵宫、太极观、四座大碑、东西配庑等；后部为寿丘，寿丘后有亵丘，即少昊陵墓。靖康之变后，景灵宫逐渐衰败，至元末已完全被毁。
明洪武四年（1371年），礼部定议由曲阜祀少昊。清乾隆三年，修建少昊陵享殿、东西庑、大门、牌坊等，因寿丘在少昊陵前仅仅三十步，没有足够的空间，故将享殿建在寿丘之前，寿丘就被并入少昊陵园内，此后寿丘常被误以为是少昊陵。寿丘、少昊陵旁的景灵宫遗址仅残存巨碑二通，即景灵宫碑。文化大革命期间，东面的一碑被毁成百余块，散卧于池内，龟跌碎裂于现碑东处，而西碑碑身被毁成两段，碑首被毁成三块，仅存两块，龟跌久佚。1991年，曲阜文管会修起东碑，1992年修起西碑。